# Андреландия (муниципалитет)
Андреландия (порт. Andrelândia) — муниципалитет в Бразилии, входит в штат Минас-Жерайс. Составная часть мезорегиона Юг и юго-запад штата Минас-Жерайс. Входит в экономико-статистический микрорегион Андреландия. Население составляет 12 214 человек на 2006 год. Занимает площадь 1004,536 км². Плотность населения — 12,1 чел./км².

## История
Город основан 20 июля 1866 года. 

## Статистика
- Валовой внутренний продукт на 2006 год составляет 49 451 397,00 реалов (данные: Бразильский институт географии и статистики).
- Валовой внутренний продукт на душу населения на 2006 год составляет 4041,80 реалов (данные: Бразильский институт географии и статистики).
- Индекс развития человеческого потенциала на 2006 год составляет 0,733 (данные: Программа развития ООН).